# Bila jezik
Bila jezik (ISO 639-3: bip; ebila, šumski bira, kibila, zapadni bila), nigersko-kongoanski jezik porodice bantu, kojim govori oko 40 000 ljudi (1993 SIL) u DR Kongu u provinciji Orientale, distrikt Ituri (teritorij Irumu).
Bila pripada centralnim bantu jezicima zone D, i jedan je od 14 jezika podskupine bira-huku (D.30). Dijalekti su mu bombi-ngbanja i nyaku.

## Vanjske poveznice
- Ethnologue (14th)
- Ethnologue (15th)